# Maksim Szauczenka
Maksim Szauczenka (biał. Максiм Шаўчэнка; ur. 3 kwietnia 1988) – białoruski wioślarz.

## Osiągnięcia
- Mistrzostwa Świata Juniorów – Amsterdam 2006 – czwórka podwójna – 22. miejsce[1].
- Mistrzostwa Świata U-23 – Račice 2009 – czwórka podwójna – 6. miejsce[1].
- Mistrzostwa Świata – Poznań 2009 – jedynka – 13. miejsce[1].
- Mistrzostwa Europy – Brześć 2009 – jedynka – 14. miejsce[1].